# Marek Karp

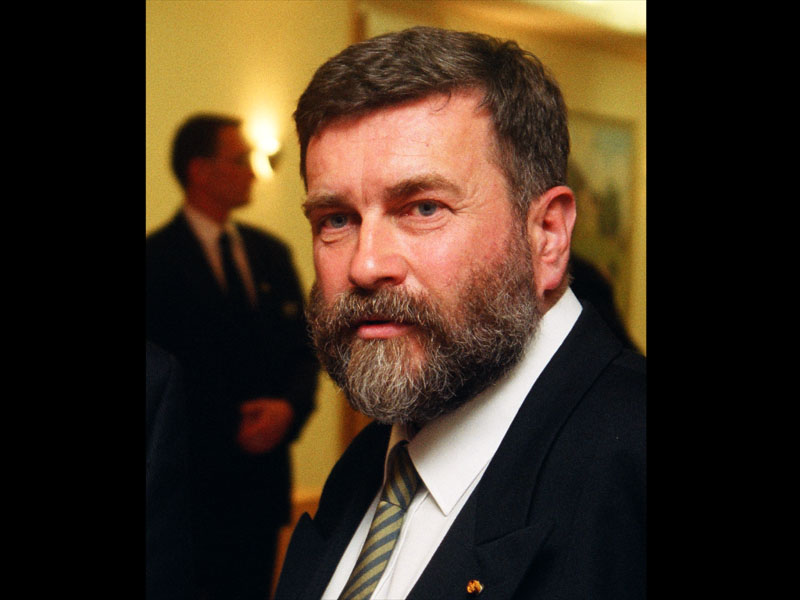
Marek Karp

Marek Karp (ur. 2 lipca 1952 w Zamościu, zm. 12 września 2004 w Warszawie) – polski historyk, sowietolog, założyciel i wieloletni dyrektor Ośrodka Studiów Wschodnich, pionier dialogu polsko-litewskiego i polsko-białoruskiego.

## Życiorys
Ukończył studia w Instytucie Historycznym Uniwersytetu Warszawskiego (1980), gdzie uczęszczał na seminarium u profesora Andrzeja Wyrobisza i obronił pracę magisterską pt. Świadomość więzi ogólnopaństwowych i regionalnych w średniowiecznych mitach początków Polski. Oprócz historii zajmowała go również historia sztuki i architektury. Przez kilka lat po studiach pracował zarobkowo w Wielkiej Brytanii, gdzie mieszkał jego dziadek. Spotykał się wówczas ze Stanisławem Swianiewiczem, sowietologiem i byłym pracownikiem przedwojennego Instytutu Naukowo-Badawczego Europy Wschodniej w Wilnie. Po latach wspominał, że Swianiewicz organizował dla niego w swoim mieszkaniu i w londyńskich parkach prywatne seminarium.
W latach 80. publikował w drugim obiegu artykuły dotyczące głównie historii i współczesności krajów Europy Wschodniej. Współtworzył i redagował podziemną „Res Publicę”, związany był również z redakcjami „Wiedzy i Życia”, „Znaku” i „Więzi”. Uczestniczył w konwersatorium Polska w Europie. W latach 1986–1990 kierował Biblioteką Główną Akademii Sztuk Pięknych w Warszawie, był także wykładowcą historii sztuki na tej uczelni. W latach 1989–1991 pracował naukowo w Katedrze Bałtystyki Uniwersytetu Warszawskiego, specjalizując się w historii Litwy.
Zasiadał w konwencie Ruchu Stu. Był ekspertem Platformy Obywatelskiej w sprawach dotyczących polityki wschodniej.

### Wsparcie dla niepodległości Litwy
Pod koniec lat 80. i na początku lat 90. aktywnie wspierał litewski ruch niepodległościowy Sajudis. W kluczowych momentach ówczesnych wydarzeń na Litwie pośredniczył między rządem Tadeusza Mazowieckiego a Vytautasem Landsbergisem i innymi przywódcami Sajudisu. Wielokrotnie wyjeżdżał wówczas na Litwę i organizował poparcie mniejszości polskiej dla idei niepodległości tego kraju. Był pierwszym Polakiem, który 11 marca 1990 gratulował Litwinom przyjęcia przez parlament Aktu o przywróceniu niepodległości Litwy. Latem 1990 wspierał litewskich deputowanych w obronie parlamentu w związku ze spodziewanym atakiem OMONu. Po szturmie omonowców na wieże telewizyjną w Wilnie w styczniu 1991 Marek Karp wspierał w Warszawie formowanie litewskiego rządu na uchodźstwie. Był to jeden z najbardziej dramatycznych epizodów w jego życiu. Po 1990 bardzo często bywał na Litwie, pomagając Czesławowi Okińczycowi w wydawaniu gazety „Znad Wilii”.

### Ośrodek Studiów Wschodnich
W 1990 wraz z grupą współpracowników zorganizował Ośrodek Studiów Wschodnich przy Ministerstwie Współpracy Gospodarczej z Zagranicą. Pomysł założenia instytucji analitycznej zajmującej się Wschodem i działającej na potrzeby administracji pojawił się podczas spotkań Karpia ze Stanisławem Swianiewiczem w latach 80. Do kwietnia 2003 był dyrektorem OSW, a następnie do swej śmierci pracownikiem.
W trakcie pracy w Ośrodku Studiów Wschodnich Marek Karp przekonywał polskich decydentów i polityków, jak wielkie znaczenie ma dla Polski rozwój dobrych kontaktów z krajami Europy Wschodniej. Był jednym z ważnych ludzi wpływających na kształt polskiej polityki wschodniej. Często podróżował po Białorusi, Ukrainie, krajach Kaukazu Południowego i Azji Centralnej. Szczególny sentyment miał do Białorusi, którą zwiedzał podróżując od dworu do dworu. Stał się też specjalistą od tego kraju.

### Dwór w Ludwinowie
Drugą, obok Ośrodka Studiów Wschodnich, pasją Marka Karpia był dwór w Ludwinowie, kilkanaście kilometrów od Białej Podlaskiej. W 1988 kupił ruinę dawnego szlacheckiego dworu, którą w kolejnych latach odbudował i zaczął rekonstrukcję dawnego parku (17 hektarów). Po 1998, wraz z żoną Anną, zajął się również hodowlą krów mlecznych. Ich farma liczyła ponad 100 sztuk. Systematycznie kupował ziemie w okolicy, której miał około 200 hektarów. Jego idea służby państwu opierała się na tym, że aby państwu służyć, należy być od państwa niezależnym materialnie. Odbudowa tradycyjnego dworu znalazła uznanie m.in. u Romana Aftanazego, wybitnego znawcy polskiej architektury ziemiańskiej: Podziwiam Marka Karpia, który kupił i odremontował dwór w Ludwinowie koło Białej Podlaskiej. Jest tam dom odpowiednio urządzony zgodnie z tradycją, jest park pięknie zadbany. Ich utrzymanie wymaga wielkich pieniędzy i dlatego obok dworu, jak kiedyś, jest gospodarstwo rolne z ziemią uprawną i zwierzętami hodowlanymi.

## Kontrowersje wokół śmierci

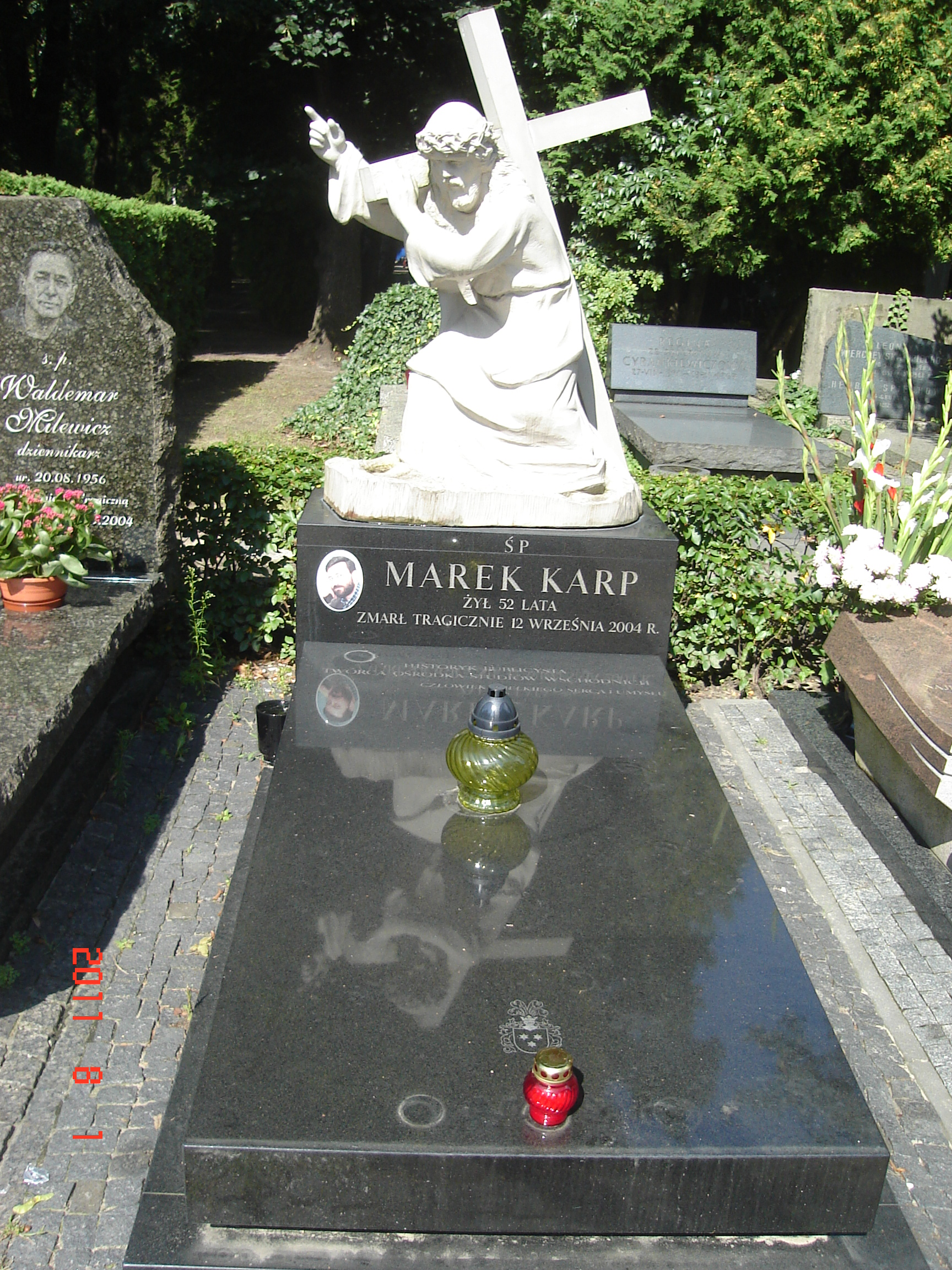
Grób Marka Karpia na Cmentarzu Wojskowym na Powązkach (2011)

13 sierpnia 2004 w Białej Podlaskiej uległ tragicznemu wypadkowi drogowemu. Na prowadzone przez niego auto wjechał jadący na fałszywych białoruskich numerach rejestracyjnych tir, kierowany przez osobę posługującą się fałszywymi dokumentami na nazwisko Siergiej Zawidow. Przez miesiąc Karp leczył się w szpitalu MSW w Warszawie. Jego stan się poprawiał, jednak zmarł nagle 12 września na zakrzep krwi. Wbrew informacjom podawanym w niektórych artykułach prasowych, nigdy nie wyszedł ze szpitala i tam zmarł. Jolanta Darczewska, dyrektor OSW w latach 2007–2011, w wywiadzie dla Łukasza Warzechy na jego pytanie, że istnieją relacje, że Marek Karp wyszedł ze szpitala, a po kilkunastu minutach znaleziono go martwego na parkingu z raną głowy, odpowiedziała: Szef nie wyszedł ze szpitala. Leżał wiele tygodni, w końcu zaczął chodzić i ćwiczyć, a wtedy w jego krwi przesunął się powstały wcześniej skrzep i to było przyczyną jego śmierci. Relacje, o których pan mówi, są nieprawdziwe. Karp zmarł, leżąc w szpitalnym łóżku.
Prasa pisała, że wypadek mógł nie być przypadkowy. Według śledztwa dziennikarskiego przeprowadzonego w 2006 przez Leszka Szymowskiego, niektóre okoliczności śmierci Marka Karpia nie zostały do końca wyjaśnione. Hipoteza dziennikarza wiąże jego tajemniczą śmierć z możliwością odkrycia przez Marka Karpia tajnego ośrodka GRU na Białorusi, gdzie polscy prokuratorzy i członkowie tzw. mafii paliwowej mieliby spotykać się z przedstawicielami rosyjskich służb specjalnych.
Opinia ta jest kwestionowana przez pracowników OSW. Według Darczewskiej: Śledztwo prokuratorskie było wnikliwe, przesłuchano pracowników Ośrodka. Nie wykazało celowego działania zewnętrznego czynnika.
Marek Karp został pochowany 21 września 2004 w Alei Zasłużonych na Cmentarzu Wojskowym na Powązkach w Warszawie (kwatera A29-tuje-2).

## Odznaczenia i nagrody
- Krzyż Oficerski Orderu Odrodzenia Polski (2004, pośmiertnie)[11]
- Krzyż Oficerski Orderu Wielkiego Księcia Giedymina (2000)[12]
- Laureat Nagrody im. Aleksandra Gieysztora, przyznawanej przez redakcję „Przeglądu Wschodniego”.
- Nagroda im. Jerzego Giedroycia przyznana pośmiertnie (wraz z Ośrodkiem Studiów Wschodnich) za wieloletnie twórcze realizowanie myśli politycznej Jerzego Giedroycia. Zwłaszcza za budowanie mostów między Polską i jej wschodnimi sąsiadami i tworzenie klimatu dla lepszego poznania i wzajemnego porozumienia[13].